# Ноябрь 2023 года

Список событий ноября 2023 года.

## События
- 1 ноября
  - Китайские власти заявили об обнаружении на территории более чем 20 регионов страны нескольких сотен нелегальных точек метеорологического слежения, созданных иностранными организациями[1].
  - В затонувшем греческом городе обнаружили изображение героя Троянской войны. Изображение Аякса найдено в 1800-летнем здании[2].
  - Число пользователей социальной сети LinkedIn превысило 1 млрд[3].
  - Президент Сербии Александр Вучич распустил парламент страны, досрочные выборы назначены на 17 декабря 2023 года[4].

- 2 ноября
  - 8 сотрудников миротворческой миссии ООН получили ранения, когда их бронеавтомобиль подорвался на мине по дороге в город Гао на востоке Мали[5].

- 3 ноября
  - Космический аппарат «Люси» завершил первый облет тройного астероида (152830) Динкинеш[6].
  - В результате землетрясения в Непале погибли по меньшей мере 153 человека, ещё более 375[7].
  - В Китае палеонтологи обнаружили окаменелые остатки крупных миног возрастом 160 миллионов лет[8].
  - В США впервые разрешили казнить заключённого с помощью чистого азота. При этом способе человек, которого заставляют дышать чистым азотом, погибнет от гипоксии[9].
  - Землетрясение магнитудой 5,2 произошло в Греции, сообщил Европейско-Средиземноморский сейсмологический центр[10].
  - В результате наводнения в Италии погибли 8 человек, ещё 2 пропали без вести[11].
  - Орнитологи в США приняли решение изменить названия птиц, названных ранее в честь людей — им будут даны названия, связанные с их особенностями и внешним видом. Такое решение было принято под давлением активистов, заявляющих о том, что «переименование позволит избавиться от упоминаний сомнительных исторических личностей в названиях птиц и сделает орнитологию и бёрдвотчинг более инклюзивными и привлекательными для представителей расовых, этнических и прочих меньшинств». При этом переименование не коснётся латинских названий видов[12].
  - Армия обороны Израиля вошла в город Газа, административный центр сектора Газа[13].

- 4 ноября
  - Открылась международная выставка-форум «Россия» в Москве на ВДНХ.

- 5 ноября
  - Археологи обнаружили около острова Сардиния клад с древнеримскими монетами, который может считаться рекордным, сообщило министерство культуры Италии. По первоначальным подсчётам, клад содержит от 30 до 50 тысяч бронзовых монет начала IV века нашей эры[14].
  - На Филиппинах произошло убийство журналиста, радиоведущего Хуана Джумалона[15].

- 6 ноября
  - На территории Монголии в горах Алтая на плато Укок нашли древнейшие для этого региона наскальные изображения, их возраст около 10-12 тысяч лет[16].
  - В третьем квартале 2023 года в Китае впервые был получен дефицит прямых иностранных инвестиций; инвестиции в китайскую экономику были на 11,8 млрд долларов меньше, чем китайские инвестиции в экономики других стран[17].

- 7 ноября
  - В Токио началась вторая за год встреча глав МИД стран G7[18].
  - Гонкуровская премия (высшая литературная награда Франции) за 2023 год присуждена Жан-Батисту Андреа[19].

- 8 ноября
  - Землетрясение магнитудой 6,8 произошло в 320 километрах от Индонезии[20].
  - В Иране в среднепалеолитических слоях пещеры Гар-э-Буф (Ghar-e Boof) нашли остатки костей леопарда, с которого сняли шкуру около 50 тыс. лет назад[21].

- 9 ноября
  - Китай успешно запустил в космос новый спутник «Чжунсин-6Е» с космодрома Сичан в провинции Сычуань[22][23].
  - У Японии в результате извержения подводного вулкана появился ещё один остров, его диаметр около 100 метров; если вулканическая активность продолжится, остров может увеличиться, прогнозируют учёные Института исследования землетрясений при Токийском университете[24].

- 11 ноября
  - Исландия ввела режим чрезвычайного положения из-за угрозы извержения вулкана Фаградальсфьядль. В Сундхнюкагигаре, к северу от Гриндавика зафиксирована интенсивная сейсмическая активность. Для городка Гриндавик с населением около 4000 человек, расположенного в трех километрах от вулкана разработан[25] и приведен в исполнение[26] план экстренной эвакуации. По словам сейсмологов извержение может произойти уже «через несколько дней»[27].

- 12 ноября
  - Спорт
    - Сербский теннисист Новак Джокович, выиграв первый матч на Итоговом турнире ATP, восьмой раз за карьеру завершит сезон на первом месте в рейтинге и достигнет отметки 400 недель в статусе первой ракетки мира[28].
    - В Английской премьер-лиге «Челси» дома сыграл 4:4 с «Манчестер Сити», сравняв счёт на 90-й минуте с пенальти[29].
    - Завершился первый розыгрыш Африканской футбольной лиги. В финальных матчах «Мамелоди Сандаунз» из ЮАР обыграл «Видад» из Марокко (1:2, 2:0)[30].

- 13 ноября
  - Бывший премьер-министр Великобритании 57-летний Дэвид Кэмерон назначен министром иностранных дел Великобритании (англ. Secretary of State for Foreign, Commonwealth and Development Affairs) вместо Джеймса Клеверли, пробывшего на посту 14 месяцев. Клеверли стал министром внутренних дел вместо Суэллы Браверман[31].
  - На Сицилии началось извержение вулкана Этна[32].
  - Учёные обнаружили два неисследованных коралловых рифа в непосредственной близости от Галапагосских островов и отметили на карте две ранее неизведанные подводные горы у берегов Эквадора[33].
  - В ОАЭ открылся авиасалон Dubai Airshow-2023[34].

- 14 ноября
  - Карлу III исполнилось 75 лет[35].
  - Группа учёных обнаружила в Индии окаменевшие останки древнего родича крокодилов возрастом 250 миллионов лет. Это первая находка такого рода на территории страны[36].

- 15 ноября
  - Палеозоолог Кристофер Николс исследовал останки 3 собак, обнаруженные в лодочных погребениях эпохи викингов, которые были раскопаны в Швеции. Он определил, что как минимум две из трёх изученных особей по своей морфологии были похожи на современных борзых собак[37].
  - Энтомологи открыли новый вид ночной бабочки в Хорватии. Его назвали Mirlatia arcuata, что означает «принесшая сюрприз». Неизвестных самца и самку поймали ещё в начале 1980 годов в поселке Подгора на юге Хорватии[38].
  - В Индии в округе Дода произошло крупное ДТП, в результате падения автобуса в глубокое ущелье 39 человек погибли и 17 получили ранения[39].
  - Си Цзиньпин прибыл в США для встречи с Байденом, китайский лидер не был в США с 2017 года[40].
  - В секторе Газа начался штурм больницы Аль-Шифа, под которой располагается главный командный пункт ХАМАС[41].
  - Гранит Джака установил рекорд по количеству матчей за сборную Швейцарии по футболу (119), превысив достижение Хайнца Херманна[42].

- 16 ноября
  - Бюро национальной статистики АСПР Казахстана сообщило что население Казахстана достигло 20 000 000 человек[43].
  - В Британии впервые в мире разрешили генную терапию для двух заболеваний крови — для лечения серповидноклеточной анемии и бета-талассемии[44].
  - Турнир UFC в Китае отменён[45].
  - Художницу Сашу Скочиленко приговорили к семи годам лишения свободы по делу об антивоенных ценниках[46].

- 17 ноября
  - Землетрясение магнитудой 6,7 зарегистрировано около побережья Филиппин[47].
  - В китайском Яньцине в Национальном санно-бобслейном центре начались Кубок мира по бобслею 2023/2024 и Кубок мира по скелетону 2023/2024[48].

- 18 ноября
  - Состоялся второй тестовый запуск сверхтяжёлой ракеты SpaceX Starship[49].
  - Около 170 тыс. человек в Испании собрались на акцию протеста против закона об амнистии около 400 человек, арестованных в связи с референдумом о независимости Каталонии в 2017 году[50].

- 19 ноября
  - Йеменские хуситы захватили грузовое судно «Galaxy Leader» в Красном море[51][52].
  - В Мексике началось извержение вулкана Попокатепетль[53].
  - Спорт
    - Сербский теннисист Новак Джокович рекордный 7-й раз выиграл Итоговый турнир ATP и 8-й раз за карьеру закончит сезон первой ракеткой мира[54].
    - Футболист сборной Бельгии Ромелу Лукаку сделал покер в первом тайме матча против сборной Азербайджана (5:0) и установил рекорд по голам в истории отборочных турниров чемпионатов Европы (14). Лукаку стал первым бельгийцем с 1994 года, забившим более 3 мячей в одном матче за сборную[55].
    - На Соломоновых островах начались Тихоокеанские игры 2023[56].

- 20 ноября
  - Хавьер Милей избран новым президентом Аргентины, во втором туре президентских выборов он набрал 56 % голосов[57].
  - В Италии завершился суд над более чем 300 членами мафиозной группировки Ндрангета (которая считается крупнейшей в мире), 207 обвиняемых получили в сумме 2200 лет тюрьмы, однако более 100 обвиняемых были оправданы[58].

- 21 ноября
  - КНДР с третьей попытки запустила разведывательный спутник: Маллигён-1 («Телескоп-1») был успешно выведен на околоземную орбиту с помощью ракеты носителя Чхоллима-1[англ.], запуск состоялся с западного испытательного полигона Сохэ[59].
  - Группа исследователей из Университетского колледжа Дублина, совместно с учёными из Сербии и Словении, провела анализ спутниковых снимков Южно-Карпатского бассейна в Центральной Европе. В результате было выявлено более 100 ранее неизвестных археологических объектов, возведённых приблизительно 3500 лет назад[60].
  - Жительница Индии признана женщиной с самым большим количеством зубов в мире и благодаря этой особенности попала в Книгу рекордов Гиннесса. Мировой рекорд установила 26-летняя индианка Калпана Балан. У неё 38 зубов, то есть на 6 больше, чем у большинства людей: 4 лишних зуба на нижней челюсти и 2 — на верхней[61]. По неизвестной причине Книга рекордов Гиннесса проигнорировала индийского мальчика по имени Равиндранат, у которого в 2019 году удалили 526 зубов[62], а также многие другие известные случаи гиперодонтии.
  - Спорт
    - Власти Стокгольма поддержали заявку на проведение в этом городе зимних Олимпийских игр 2030 года. Ранее заявка была поддержана и правительством Швеции. Швеция принимала летние Олимпийские игры в 1912 году, а зимние — ни разу. Стокгольм претендовал на проведение зимних Игр 2026 года, но уступил заявке Италии. Место проведения Игр 2030 года будет определено МОК в 2024 году[63].
    - Начало матча отборочного турнира чемпионата мира 2026 года между футбольными сборными Бразилии и Аргентины было задержано на полчаса из-за беспорядков на трибунах «Мараканы» с участием болельщиков обеих команд, были пострадавшие. Матч закончился победой Аргентины со счётом 1:0, Бразилия впервые в истории проиграла дома в отборочном матче чемпионата мира, до этого у неё было 51 победа и 13 ничьих[64].

- 22 ноября
  - Гигантские крысы Uromys vika, существование которых считалось мифом, впервые попались в фотоловушки, расставленные командой, состоявшей из учёных Мельбурнского университета (Австралия), Национального университета Соломоновых островов и жителей острова Вангуну[65].
  - С применением ИИ удалось найти формулу для предсказания гигантских волн на основе 700-летних данных наблюдения за ними[66].
  - Планетологи, работающие с данными зонда MESSENGER, обнаружили свидетельства существования на Меркурии слоёв, богатых летучими веществами, которые простираются на глубину до несколько километров и могли образоваться на начальном этапе формирования планеты[67].
  - Компания Broadcom Inc. завершила поглощение разработчика программного обеспечения VMware в сделке стоимостью 69 млрд долларов[68].
  - В Ульяновской области (Россия) пассажирский поезд столкнулся с тепловозом, пострадали 25 человек, погибших нет[69].

- 23 ноября
  - Исследователи океана, составлявшие карту морского дна у берегов Гватемалы, обнаружили ранее неизвестную подводную гору высотой около 1600 метров[70].
  - В Анкаре мужчина расстрелял семью из 5 человек из винтовки, среди погибших — двое детей[71].
  - Журналистам стало известно, что компания OpenAI вела работу над проектом прототипа сильного искусственного интеллекта под названием Q*[англ.], который уже научился решать простые математические задачи, разработка и обучение нового революционного ИИ велись в тайне от совета директоров, что могло стать одной из причин увольнения[англ.] Сэма Олтмена[72][73][74].
  - Состоялась жеребьёвка стыковых матчей отборочного турнира чемпионата Европы по футболу 2024 года[75].

- 24 ноября
  - Федеративная Республика Сомали стала восьмым членом Восточноафриканского сообщества[76].
  - Бывший офицер полиции Миннеаполиса Дерек Шовин был тяжело ранен ножом в федеральной тюрьме в Аризоне[77].
  - Между Израилем и ХАМАС состоялся первый тур обмена израильских заложников на палестинских заключённых, террористами были отпущены 24 заложника: 13 граждан Израиля, 10 граждан Таиланда и 1 гражданин Филиппин[78].
  - В Дублине начались беспорядки и антимигрантские протесты после распространившихся сведений, что напавший накануне на мать с тремя детьми мужчина является гражданином Алжира[79].
  - Спорт
    - Во Франции был задержан, а затем отпущен под залог 80 тысяч евро игрок футбольного клуба «Ницца» и сборной Алжира Юсеф Аталь, который в середине октября 2023 года разместил в своих соцсетях видео, где звучал призыв к «чёрному дню для евреев». Аталю, которому запрещено покидать территорию Франции по причинам, не связанными с играми, грозит до года тюрьмы и штраф в 45 тысяч евро за «разжигание расовой ненависти на почве религии»[80].
    - Никита Кучеров из «Тампы-Бэй Лайтнинг» набрал 6 очков (2+4) в матче против «Каролины» (8:2) и стал первым российским хоккеистом в истории НХЛ, набравшим за один матч более 5 очков (в 1990 году 7 очков набирал советский хоккеист Сергей Макаров)[81].

- 25 ноября
  - Самый крупный в мире айсберг, A23a, отправился в свободное плавание; он откололся от шельфового ледника Фильхнера в 1986 году, но долгое время был неподвижен. Его площадь около 4 тысяч км² (примерно в три раза превышает размер Нью-Йорка), а масса — 1 трлн тонн[82].
  - В шведском Эстерсунде начался Кубок мира по биатлону 2023/2024[83].

- 26 ноября
  - В КНДР состоялись выборы[англ.], явка избирателей на выборах депутатов народных собраний регионального и местного уровня в КНДР составила 99,63 %[84].
  - У греческого острова Лесбос затонуло судно, перевозившие соль из Египта в Турцию; из 14 членов команды 13 пропали без вести[85].
  - Глава Национального агентства разведки Республики Корея и два его заместителя подали в отставку[86].
  - Недалеко от побережья Йемена в Красном море хуситы захватили нефтехимический танкер «Central Park». На борту судна находятся 22 члена экипажа, среди которых есть граждане Индии, Грузии, Филиппин, Вьетнама, Болгарии, Украины, России, а граждан Израиля на борту не было[87].
  - Спорт
    - Итальянский мотогонщик Франческо Баньяя второй год подряд стал чемпионом мира в классе MotoGP[88].
    - Сборная Италии во главе с Янником Синнером второй раз в истории выиграла Кубок Дэвиса. Ранее итальянцы побеждали в 1976 году[89].

- 27 ноября
  - «Шторм века» в Чёрном море размыл железнодорожное полотно, которое проходит вплотную к берегу в Лазаревском районе Сочи. Позже разрешили движение по одному пути на участке Лазаревская — разъезд Водопадный. Трёхэтажное здание рухнуло в сочинском микрорайоне Лоо[90].
  - На полуостров Крым обрушился самый мощный шторм за всю историю метеорологических наблюдений. Без света остались почти 400 тыс. человек. В нескольких муниципальных образованиях объявлен режим ЧС. В Севастополе в аквариуме-музее затопило зал, погибли более 500 морских обитателей[91].
  - Крупнейшая с 1990 года забастовка профсоюзов проходит в Чехии[92].
  - В Турции 2 человека погибли и ещё 10 получили травмы из-за обрушившейся на регион непогоды[93].
  - Жюри Букеровской премии-2023 вручило премию этого года ирландскому писателю Полу Линчу за роман «Песнь пророка»[94].
  - Спорт
    - Впервые в истории НХЛ сразу 4 российских хоккеиста забросили шайбы за один клуб в одном матче. В игре «Коламбус Блю Джекетс» — «Бостон Брюинз» (5:2) по шайбе в составе хозяев забросили Дмитрий Воронков, Иван Проворов, Егор Чинахов и Кирилл Марченко[95].

- 28 ноября
  - Стало известно, что организаторы IT-конференции DevTernity[англ.] несколько лет имитировали инклюзивность, приглашая выступать несуществующих женщин сгенерированных при помощи ИИ[96]. После того как эта история вскрылась, конференция запланированная на 2023 год была отменена[97].
  - В Турции из-за плохих погодных условий закрыли движение по проливу Дарданеллы в обе стороны[98].

- 29 ноября
  - В возрасте 100 лет скончался Генри Киссинджер[99].
  - Команда защитников природы обнаружила млекопитающее, которого не видели в дикой природе почти 90 лет и считали вымершим — это златокрот де Винтона[англ.] (лат. Cryptochloris wintoni), крот, обитающий в песчаных дюнах Южной Африки[100].
  - В Таджикистане нашли череп верблюда возрастом 2,5 млн лет. По оценкам учёных, он относится к периоду раннего плейстоцена[101].
- 30 ноября
  - В Бурятии в ночь на 30 ноября загорелась цистерна в составе поезда, проходившего по Северомуйскому тоннелю Байкало-Амурской магистрали. После пожара остальные поезда пустили в обход через Чёртов мост, где (по отдельным сообщениям) взорвался ещё один состав[102].
  - Бразилия перебросила свои войска на северную границу из-за возможного вторжения Венесуэлы в Гайану[103].
  - При анализе данных, собранных георадаром китайского марсохода «Чжужун», завершившего свою работу в 2022 году, под поверхностью Марса были обнаружены неопознанные многоугольные объекты, залегающих на глубине примерно 35 м на протяжении всего пути марсохода по Равнине Утопия[104][105].
  - В Иерусалиме случился теракт. Погибли 4 человека, 16 ранены..
  - В Дубае открылась Конференция ООН по изменению климата (2023), которая продлится до 12 декабря[106].